# Moreno Boer
Moreno Boer (Pordenone, 9 gennaio 1977) è un ex sollevatore italiano.

## Biografia
Nato nel 1977 a Pordenone, gareggiava nella classe di peso dei pesi massimi (105 kg).
A 23 anni ha partecipato ai Giochi olimpici di Sydney 2000, nei 105 kg, terminando 12º con 365 kg alzati, dei quali 165 nello strappo e 200 nello slancio.
Nel 2001 ha fatto parte della spedizione italiana ai Giochi del Mediterraneo di Tunisi ed ha vinto l'argento nei pesi massimi sia nello strappo che nello slancio.
Otto anni dopo ha preso parte di nuovo alle Olimpiadi, quelle di Pechino 2008, sempre nei 105 kg, chiudendo 16º con 330 kg alzati, dei quali 150 nello strappo e 180 nello slancio.
Dopo il ritiro è diventato allenatore.

## Palamares
- Giochi del Mediterraneo

Tunisi 2001: argento nei pesi massimi strappo e slancio,